# Software Update Services
Software Update Services (SUS) je nástroj, vyvinutý Microsoftem, pro centralizované aktualizování systémů Microsoft Windows v síti. SUS je spuštěno na serveru a stahuje potřebné aktualizace pro různé verze Windows ze vzdáleného serveru Windows Update, který je provozován Microsoftem. Jednotliví klienti si pak mohou stahovat aktualizace z interního serveru a nepotřebují připojení přímo k Windows Update. Tento způsob zjednodušuje správu aktualizací a „šetří“ vytíženost linky připojení k internetu.
SUS bylo nahrazeno službou Windows Server Update Services, která používá stejné principy, ale umožňuje aktualizace více produktů Microsoft, nikoli pouze Windows.
Ukončení podpory pro SUS bylo původně Microsoftem plánováno na 6. prosince 2006, ale na základě odezvy uživatelů bylo posunuto na 10. srpna 2007.
Alternativní nástroj pro distribuci aktualizací a softwaru do systémů Windows je Microsoft System Management Server, který byl navržen pro používání v rozsáhlých sítích.